# 腺叶悬钩子蔷薇
腺叶悬钩子蔷薇（学名：Rosa rubus f. glandulifera）为蔷薇科蔷薇属悬钩子蔷薇下的一个变型。

## 扩展阅读
- 維基物種上的相關：腺叶悬钩子蔷薇